# Soulful Brass
Soulful Brass è un album di Oliver Nelson e del pianista-compositore Steve Allen, pubblicato dalla Impulse! Records nel 1968. Il disco fu registrato a Los Angeles, California (Stati Uniti) nelle date indicate nella lista tracce.

## Tracce
Lato A
1. Torino – 2:03 (Lou Garisto) – Registrato il 15 marzo 1968
2. Sound Machine – 3:40 (Stanley Clayton, Steve Allen) – Registrato il 18 marzo 1968
3. Goin' out of My Head/Can't Take My Eyes Off You – 2:50 (Bobby Weinstein, Teddy Randazzo / Bob Crewe, Bob Gaudio) – Registrato il 18 marzo 1968
4. Spooky – 3:43 (Harry Middlebrooks, Mike Shapiro) – Registrato il 15 marzo 1968
5. 125th Street & 7th Avenue – 3:55 (Oliver Nelson) – Registrato il 18 marzo 1968
6. Green Tambourine – 2:28 (Paul Leka, Shelley Pinz) – Registrato il 15 marzo 1968

Lato B
1. (Sittin' on) The Dock of the Bay – 2:32 (Otis Redding, Steve Cropper) – Registrato il 18 marzo 1968
2. Goin' Great – 3:11 (Stan Applebaum) – Registrato il 15 marzo 1968
3. Things I Should Have Said – 2:46 (David Allen, Steve Allen) – Registrato il 15 marzo 1968
4. Go Fly a Kite – 2:30 (Steve Allen) – Registrato il 18 marzo 1968
5. Melissa – 3:59 (Steve Allen) – Registrato il 15 marzo 1968
6. Last Night (Was a Bad Night) – 2:34 (Steve Allen) – Registrato il 15 marzo 1968

## Musicisti
- Oliver Nelson - arrangiamenti, conduttore musicale
- Steve Allen - clavicembalo elettrico, pianoforte
- Roger Kellaway - pianoforte
- Tom Scott - sassofono tenore
- Barney Kessel - chitarra
- sconosciuto - basso elettrico
- Larry Bunker - batteria
- Jim Gordon - batteria
- altri musicisti non accreditati